# Strigleben
Strigleben ist ein bewohnter Gemeindeteil der Gemeinde Groß Pankow im Landkreis Prignitz in Brandenburg. Es gehört zum Ortsteil Baek.

## Geografie und Verkehrsanbindung
Strigleben liegt nordwestlich des Kernortes Groß Pankow an der Landesstraße L 102. Nördlich verläuft die L 103.

## Sehenswürdigkeiten
Als Baudenkmale sind ausgewiesen (siehe Liste der Baudenkmale in Groß Pankow (Prignitz)#Strigleben):
- Gutshaus (Eichenallee 5), 1760 erbaut, Umbau 1820, heute (Mai 2017) verfällt das Gutshaus
- vier Wegweiser an der L 102 (Baeker Damm / Eichenallee / 600 m südlich von Strigleben / 1,2 km südlich von Strigleben)